# Johann Weikhard von Auersperg

Johann Weikhard Fürst von Auersperg

Johann Weikhard Fürst von Auersperg (auch Johann Weichard von Auersperg; * 11. März 1615 auf Schloss Seisenberg; † 11. November 1677 in Laibach) war ein österreichischer Minister, der erste Fürst von Auersperg, Reichsfürst von Tengen und Herzog von Münsterberg.

## Leben

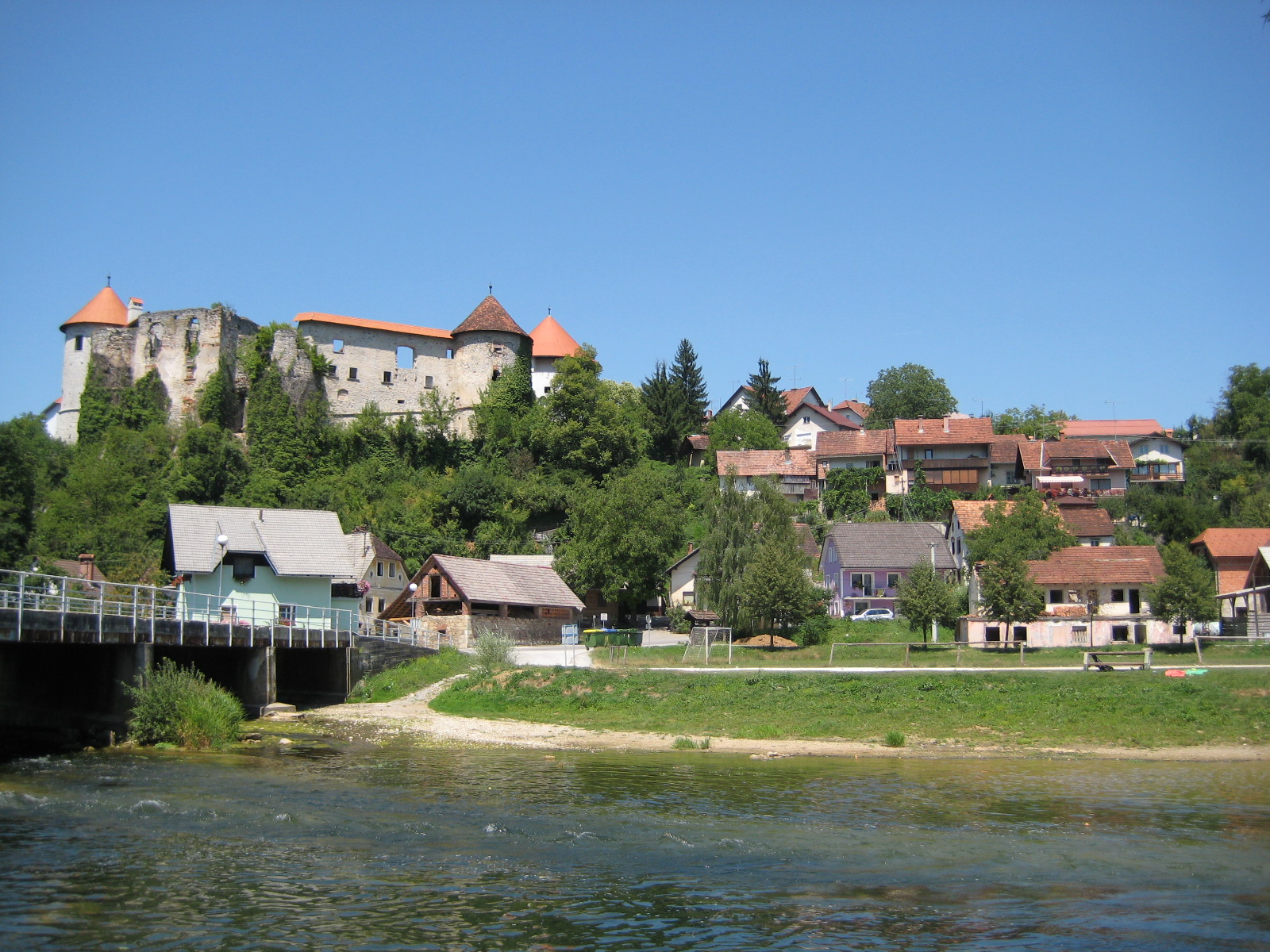
Schloss Seisenberg

Er entstammte der älteren Linie des in Krain ansässigen Geschlechtes der Auersperg.
Johann Weikhard bekleidete ab 1640 mehrere Stellen in der Regierung und war Obersthofmeister und Erzieher des Römisch-deutschen Königs Ferdinand IV. 1653 wurde er von Kaiser Ferdinand III. in den Reichsfürstenstand erhoben, der ihn 1654 in seiner Eigenschaft als König von Böhmen mit dem schlesischen Herzogtum Münsterberg sowie der Stadt Frankenstein belehnte. Nachfolgend titulierte er als Herzog von Münsterberg. Großen politischen Einfluss übte er im ersten Jahrzehnt der Regierung des Kaisers Leopold I. 1653 aus. Als erster Minister schloss er am 19. Januar 1668 den geheimen Vertrag mit Frankreich über eine Teilung der spanischen Monarchie und arbeitete an einer katholischen Triplealliance zwischen Österreich, Frankreich und Spanien. Da er verdächtigt wurde, Geheimverhandlungen mit dem französischen König Ludwig XIV. geführt zu haben, der ihm als Gegenleistung die Kardinalswürde versprochen haben soll, wurde er am 10. Dezember 1669 unvermutet entlassen und vom Hofe verbannt. Das über ihn verhängte Todesurteil wurde nicht vollstreckt. Anschließend lebte er auf seinen Krainer Gütern, wo er 1673 von seinem Bruder Wolf Engelbrecht Graf Auersperg die Herrschaften Gottschee und Seisenberg erbte.
Am 12. April 1650 wurde er in den Orden vom Goldenen Vlies aufgenommen.

## Familie
Seine Eltern waren Theodor (Dietrich) von Auersperg und Sidonia Gall von Gallenstein.
Johann Weikhard war mit Maria Katharina (1635–1691) von Losenstein verheiratet. Der Ehe entstammten drei Söhne und fünf Töchter. Die älteren Söhne Johann Ferdinand von Auersperg (1655–1705) und Franz Karl von Auersperg (1660–1713) folgten ihm als Herzöge von Münsterberg.